# (17898) Scottsheppard
(17898) Scottsheppard (1999 FB19) – planetoida z pasa głównego asteroid okrążająca Słońce w ciągu 3,14 lat w średniej odległości 2,14 j.a. Odkryta 22 marca 1999 roku.